# Alfredo Bianchini (politico)
Alfredo Bianchini (Venezia, 12 aprile 1940 – Venezia, 3 aprile 2025) è stato un politico italiano.

## Biografia
Avvocato amministrativista dal 1962, già consigliere comunale a Venezia nel 1985, è stato eletto deputato nelle file del Partito Repubblicano Italiano nel 1992 per la XI legislatura. 
È stato capogruppo parlamentare del PRI e componente della Giunta per le Elezioni, ha fatto parte della Commissione Finanze, della Commissione Speciale per l’esame dei progetti di legge concernenti la riforma delle immunità parlamentari, della Commissione Interparlamentare per i pareri sui progetti di riforma tributaria e componente della Giunta per le Elezioni. Termina il mandato parlamentare nel 1994.
Alfredo Bianchini è stato anche consulente per la redazione dello statuto della RegioneVeneto e Console Generale Onorario della Repubblica Austriaca a Venezia.
Attivo nel panorama intellettuale ed artistico veneziano, è stato presidente dell'Ateneo Veneto (2002-2005) nonché il primo presidente della Fondazione Emilio e Annabianca Vedova, istituita nel 1998 per volontà dello stesso artista Emilio Vedova.